# チャイルド・プレイ2
『チャイルド・プレイ2』（Child's Play 2、別題: Chucky 2）は、1990年のアメリカ合衆国のスーパーナチュラル・スラッシャー映画である。『チャイルド・プレイ』の続編であり、監督は前作の脚本家の1人であったジョン・ラフィア、脚本は同じくその1人であったドン・マンシーニが執筆した。『チャイルド・プレイ』シリーズの2作目であり、前作から2年後にチャッキーが復活し、里親のもとに預けられたアンディ・バークレーを襲う内容である。出演は引き続いてアンディ役のアレックス・ヴィンセントの他、アンディの里親夫婦役のゲリット・グレアムとジェニー・アガター、カイル役のクリスティーン・エリス、チャッキーの声のブラッド・ドゥーリフである。

## あらすじ
殺人人形チャッキーがバークレー親子とノリス刑事により破壊されてから2年後、アンディがチャッキーによる殺人を証言したことにより、グッドガイ人形の製造元であるプレイパルス社は苦境に立たされる。同社は欠陥が無いことを証明するために問題の人形を復元を試みる中、作業員の1人が感電死したため、CEOのサリバンは部下のマットソンに事故の隠蔽とチャッキーの破棄を命じる。
一方、アンディの母親は人形が人を殺したという息子の証言を支持したことにより精神病院に入れられ、アンディは里親のフィルとジョアン・シンプソンの夫妻のもとに預けられる。夫妻のもとには先に不良少女のカイルが預けられており、アンディと仲良くなる。
仕事帰りのマットソンが店に寄る隙にチャッキーは自動車電話を使ってアンディの里親センターに連絡し、アンディの親類を装って彼の現住所を聞き出す。チャッキーは車に戻ったマットソンに玩具の銃を突きつけてシンプソン宅まで運転させ、用済みとなると彼にビニール袋をかぶせて窒息死させる。
シンプソン宅に侵入したチャッキーは「トミー」と呼ばれる別のグッドガイ人形を見つけると、それに成り代わるために壊して庭に埋める。また夫妻のアンティーク人形がチャッキーによって壊されるが、フィルはアンディかカイルのどちらかの仕業であると決めつけて外出禁止を命じる。その夜にチャッキーはアンディを襲って縛り付けて呪文を唱え始めるが、カイルが無断外出から戻ったために中断する。夫妻は縛り付けたのがカイルであると考えるとアンディは義姉の無実を訴えるが、信じて貰えない。シンプソン宅の地下室でチャッキーは鼻血が出ていることに気付き、アンディの身体に魂を移せる期限が迫っていることを悟る。
翌日、チャッキーはアンディを追って彼の転校先へと忍び込む。アンディはチャッキーの策略により担任のケトルウェル先生から罰として教室に閉じ込められる。アンディは教室から抜け出し、一方でチャッキーはケトルウェル先生を物差しで撲殺する。家に戻ったアンディはチャッキーのことを話すが信じて貰えず、フィルは彼を里親センターに送り返すことにする。
その夜、アンディは地下室で電動ナイフを使ってチャッキーを破壊しようとするが、その俊敏さのために失敗する。騒ぎを聞きつけたフィルが駆けつけるが、彼はチャッキーにより階段から落とされ、首の骨を折って死ぬ。夫の死を知ったジョアンはその原因がアンディにあると考え、里親センターへと送り返す。一方でカイルは庭に埋められた「トミー」を発見し、アンディがずっと真実を言っていたことを察する。カイルは家に戻ってジョアンに警告しようとするが、既に彼女は喉を切り裂かれて死んでいる。待ち伏せしていたチャッキーはカイルに襲いかかり、里親センターまで車を走らさせる。
里親センターについたチャッキーは火災報知器を作動させて人を遠ざけ、施設長のグレースを殺してアンディをプレイパルス社の工場へ連れて行く。チャッキーは呪文を唱えてアンディの身体に魂を移そうとするが、唱え終わっても鼻血は止まらない。チャッキーは長い時間を人形の中で過ごしたためにもうその中から出ることが出来なくなっていたのである。怒ったチャッキーはアンディと彼を助けに来たカイルを追いかけ始める。
アンディとカイルはコンベアーを登り、チャッキーはそれを追いかける。カイルはゲートを閉じてチャッキーの腕を挟むと、彼は腕を切断して代わりにナイフを取り付ける。チャッキーは作業員を殺害しつつ2人を追いかけるも自動組み立て機械の中に閉じ込められ、胴体を切断されてその下半身に多くの腕と脚が付けられた。上半身だけで生き延びたチャッキーはカイルを気絶させ、さらにアンディにも襲いかかる。しかしチャッキーはラジエーターにナイフの腕を突き刺したために身動きがとれなくなってしまい、アンディはその頭上から溶融プラスチックを注ぎ込む。アンディは気絶していたカイルを起こしてコンベアーから救い出す。半溶融状態のチャッキーはまだ生きており、カイルに飛びかかるが、高圧のエアホースを口に押し込まれて頭部を破裂させられ敗北する。
アンディとカイルは工場を脱出し、どこにあるかもわからない2人の家へと歩いて帰る。

## キャスト
※括弧内は日本語吹替声優
- チャッキーの声 - ブラッド・ドゥーリフ（納谷六朗）
- アンディ・バークレー（英語版） - アレックス・ヴィンセント（菅谷政子）
- カイル（英語版） - クリスティーン・エリス（安達忍）
- ジョアン・シンプソン - ジェニー・アガター（宗形智子）
- フィル・シンプソン - ゲリット・グレアム（堀勝之祐）
- グレース・プール - グレイス・ザブリスキー
- サリバン - ピーター・ハスケル（英語版）（大木民夫）
- マットソン - グレッグ・ジャーマン（谷口節）
- ケトルウェル先生 - ベス・グラント
- サミー - アダム・ワイリー（英語版）
- 作業員 - ドン・パグズリー（西村知道）、エド・クリーガー、ヴィンス・メロッキ
- トラックの運転手 - チャールズ・メシャック

## 製作
1988年に1作目を公開したユナイテッド・アーティスツ（UA）は2作目の許可を出した。しかしプリプロダクション中、UAがオーストラリアのQintexに買収されることとなるとホラー映画の製作は得策ではないと判断されたため、スタジオ重役は企画が保留中であることをデヴィッド・カーシュナーに伝えた。その後、パラマウント・ピクチャーズ、ワーナー・ブラザース、コロンビア ピクチャーズ、20世紀フォックス（現在はディズニー傘下）、プライス・カンパニー、カロルコ（当時はコロンビアの姉妹スタジオのトライスター ピクチャーズと配給契約を交わしていた）、ニュー・ライン・シネマ（現在はワーナー・ブラザースのレーベル）、ディズニーのタッチストーン・ピクチャーズに売り込まれたが決裂し、カーシュナーは結局ユニバーサル・ピクチャーズ配給で自主製作することとなった。

## 公開

### 興行収入
北米では初週末に1996スクリーンで1071万8520ドルを売り上げて1位となった。北米累計興行収入は2850万1605ドルを売り上げた。

### 批評家の反応
Rotten Tomatoesでは15件のレビューで支持率は40%となった。